# ابراهیم بهره‌مند
ابراهیم بهره‌مند سیاست‌مدار ایرانی بود، که در دوره بیست و چهارم مجلس شورای ملی بعنوان نماینده اسدآباد از استان همدان در مجلس شورای ملی حضور داشت.